# Пухов (футбольний клуб)
Міський спортивний клуб «Пухов» (словац. Mestský Športový Klub Púchov) — словацький футбольний клуб з однойменного міста, заснований у 1920 році. Виступає у Третій лізі. Домашні матчі приймає на Міському стадіоні, місткістю 6 080 глядачів.

## Досягнення
- Кубок Словаччини
  - Володар: 2003
  - Фіналіст: 2002
- Суперкубок Словаччини
  - Фіналіст: 2003
- Друга ліга
  - Чемпіон: 2000.

## Назви
- 1920—1945: Спортивний клуб «Пухов»;
- 1945—1948: Спортивний клуб «Рольний Пухов»;
- 1948—1956: Сокол Макита Пухов;
- 1956—1968: Іскра Пухов;
- 1968—1993: «Гумарне Першого Травня» Пухов;
- 1993—2003: Спортивний клуб «Матадор» Пухов;
- 2003—2007: Футбольний клуб «Матадор» Пухов;
- 2007—2015: Футбольний клуб «Пухов»;
- з 2015: Міський футбольний клуб «Пухов».